# Duke Nukem Advance
Duke Nukem Advance — видеоигра в жанре шутер от первого лица для портативной игровой консоли Game Boy Advance. Имеет множество элементов (звуки, графика, уровни), позаимствованных из Duke Nukem 3D, однако использует и свои собственные.
В начале игры можно выбрать 4 уровня сложности. Присутствует многопользовательский режим до четырёх игроков. Возможность сохранить прогресс появляется при завершении каждого уровня, с пятью слотами сохранения игры на выбор.

## Реакция критики
| Сводный рейтинг | Сводный рейтинг |
| Агрегатор       | Оценка          |
| --------------- | --------------- |
| GameRankings    | 81,07 %         |

Крейг Харрис из IGN дал игре 9 из 10 баллов, назвав её «без сомнения, самым забавным шутером от первого лица на GBA на сегодняшний день». Обозреватель GameSpot Фрэнк Прово сравнил игру с оригиналом, отметив, что игра не выделяется по сравнению с ним, но «является лучшим шутером, попавшим на GBA после Doom». Мартин Тэйлор из Eurogamer дал игре 8 из 10 баллов, написав, что «игра не создает ничего нового в жанре, и не задержит вас на несколько месяцев, но она выглядит неплохо и играется хорошо, чего нельзя сказать о некоторых её конкурентах».